# Manuel II Paleolog
Manuel II Paleolog (gr. Μανουήλ Β΄ Παλαιολόγος) (ur. 27 czerwca 1350, zm. 21 lipca 1425) – drugi syn Jana V Paleologa, cesarz bizantyński w latach 1391–1425.

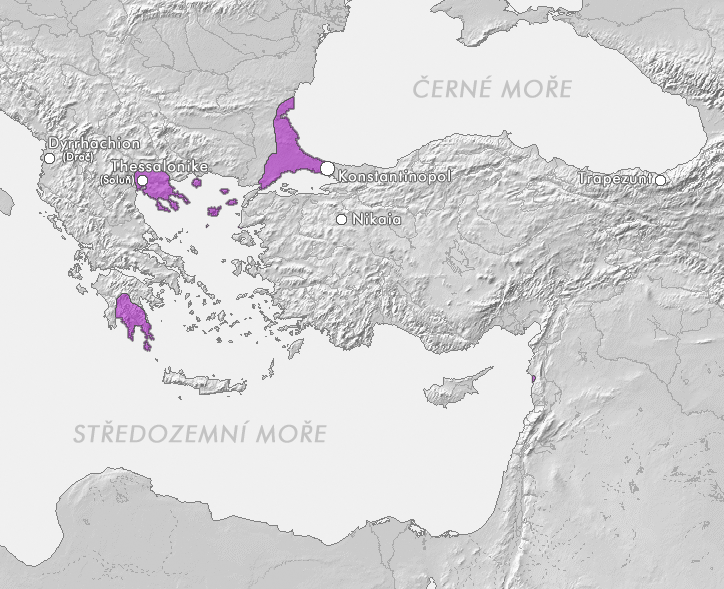
Cesarstwo Bizantyńskie w roku 1400.

## Życiorys
Był drugim synem cesarza Jana V Paleologa. Został mianowany przez ojca despotą i od 1369 był zarządcą Salonik. W 1373, po obaleniu uzurpacji jego brata Andronika, został przez ojca ogłoszony dziedzicem i współcesarzem Bizancjum. W latach 1376–1379 i 1390 walczył o tron z Andronikiem, wsparty przez wojska weneckie. W 1390 został zakładnikiem sułtana Bajazyda I, był wtedy świadkiem zajęcia przez sułtana Filadelfii – ostatniego miasta bizantyjskiego w Anatolii. W roku następnym uciekł jednak z więzienia i został cesarzem. Władzę objął po swoim ojcu, w międzyczasie tłumiąc bunt Jana VII Paleologa, który na krótko przed śmiercią Jana V zajął tron.
Od 1394 do 1402 Konstantynopol był oblegany przez wojska tureckie. Manuel II opuścił w 1399 roku oblegane miasto i udał się do Europy zachodniej, by szukać tam pomocy przeciwko Turkom. Był w Anglii, Francji, Świętym Cesarstwie Rzymskim i Aragonii. Na czas nieobecności rządy w państwie powierzył dawnemu przeciwnikowi Janowi VII oraz jego synowi - Andronikowi V Paleologowi.
25 września 1396 krucjata rycerstwa zachodnioeuropejskiego, idąca na odsiecz Konstantynopola została rozbita przez Turków w bitwie pod Nikopolis. Jednak już w 1402 Turcy zmuszeni zostali do ustąpienia, zagrożeni inwazją Mongołów i pobici przez nich w bitwie pod Ankarą. Rok później Manuel II powrócił do Konstantynopola. Przez dwadzieścia lat stosunki z Turkami układały się poprawnie, Bizantyńczycy zaprzestali płacić trybut, a cesarz zajął się polepszeniem sytuacji wewnętrznej Cesarstwa. Odbywał liczne podróże, przebywając w Tesalonice i Mistrze.
W 1422 Turcy ponownie oblegli Konstantynopol. W okresie tym cesarz rezydował w położonym w południowej części miasta - niedaleko złotej bramy – klasztorze Periblebtu. Manuel II zmuszony był w 1424 podpisać pokój z sułtanem Muradem II, mocą którego cesarstwo musiało ponownie płacić Turkom trybut i utraciło część, i tak szczupłego terytorium. Manuel zapadł w tych latach na zdrowiu. W 1421 przeniósł się do klasztoru, mianując jako swego następcę syna - Jana VIII. W 1422 doznał udaru i został sparaliżowany, a trzy lata później zmarł.

## Pisma
Manuel II był autorem wielu traktatów teologicznych, wierszy, listów, dzieł z dziedziny retoryki. Manuel, świetny stylista i dialektyk swoich czasów, interesował się religiami innych narodów. W czasie jednej z podróży dyplomatycznych na Zachód otrzymał we Francji traktat dotyczący dogmatu rzymskiego, na który odpowiedział po powrocie w 157 Rozdziałach (Kephálaja). Sławny do dziś jest również jego Dialog o religii chrześcijańskiej (Diálogos perí tes Christianem threskejas), zawierający 26 rozmów z Turkiem Muterizisem, apologią przeciw islamowi oraz głębokim i serdecznym wyznaniem ortodoksyjnej wiary. Dialog powstał w czasie pobytu cesarza na dworze tureckim w Prusie w 1390 roku. Jest cenny również ze względu na wiadomości obyczajowe i etnograficzne.

## Życie prywatne
Ożenił się z Heleną Dragaš. Dziećmi Manuela i Heleny byli między innymi:
- Jan VIII Paleolog – cesarz Bizancjum w latach 1425 - 1448,
- Konstantyn XI Dragazes – cesarz Bizancjum w latach 1448 - 1453,
- Teodor II Paleolog – despota Morei
- Demetriusz II Paleolog – despota Mistry i Morei
- Tomasz Paleolog – despota Mistry i Morei
- Andronik (1400 † 1428) – despota Tesalonik

## Kontrowersja roku 2006
Papież Benedykt XVI, w czasie swojej podróży apostolskiej do Niemiec, 12 września 2006, w czasie przemówienia na uniwersytecie w Ratyzbonie zacytował dysputę pomiędzy Manuelem II a uczonym perskim, gdzie cesarz pyta Persa: Pokaż mi gdzie Mahomet przykazał coś nowego, a znajdziesz tam tylko zło i nieludzkość, takie jak zobowiązanie do nawracania mieczem niewiernych. Cytat wywołał publiczny spór między katolikami a muzułmanami.